# Simmental
El Simmental es un valle de los Alpes berneses, en Suiza. En alemán, Simmental significa, literalmente, 'valle del río Simme'.

## Geografía
El Simmental nace al pie del glaciar de La Plaine Morte, en la frontera que separa al cantón de Berna del cantón del Valais. En francés el nombre del glaciar es Glacier de la Plaine Morte y en alemán Plaine-Morte-Gletscher. En ambas lenguas el nombre del glaciar proviene del francés plaine morte que significa, literalmente, 'la llanura muerta'. A partir de ese glaciar el Simmental se extiende hacia el norte a lo largo de unos 26 kilómetros (Ober Simmental) y luego se orienta hacia el este (Nieder Simmental). Recorre todavía 20 kilómetros más antes de unirse al valle del río Kander.

## Véase también

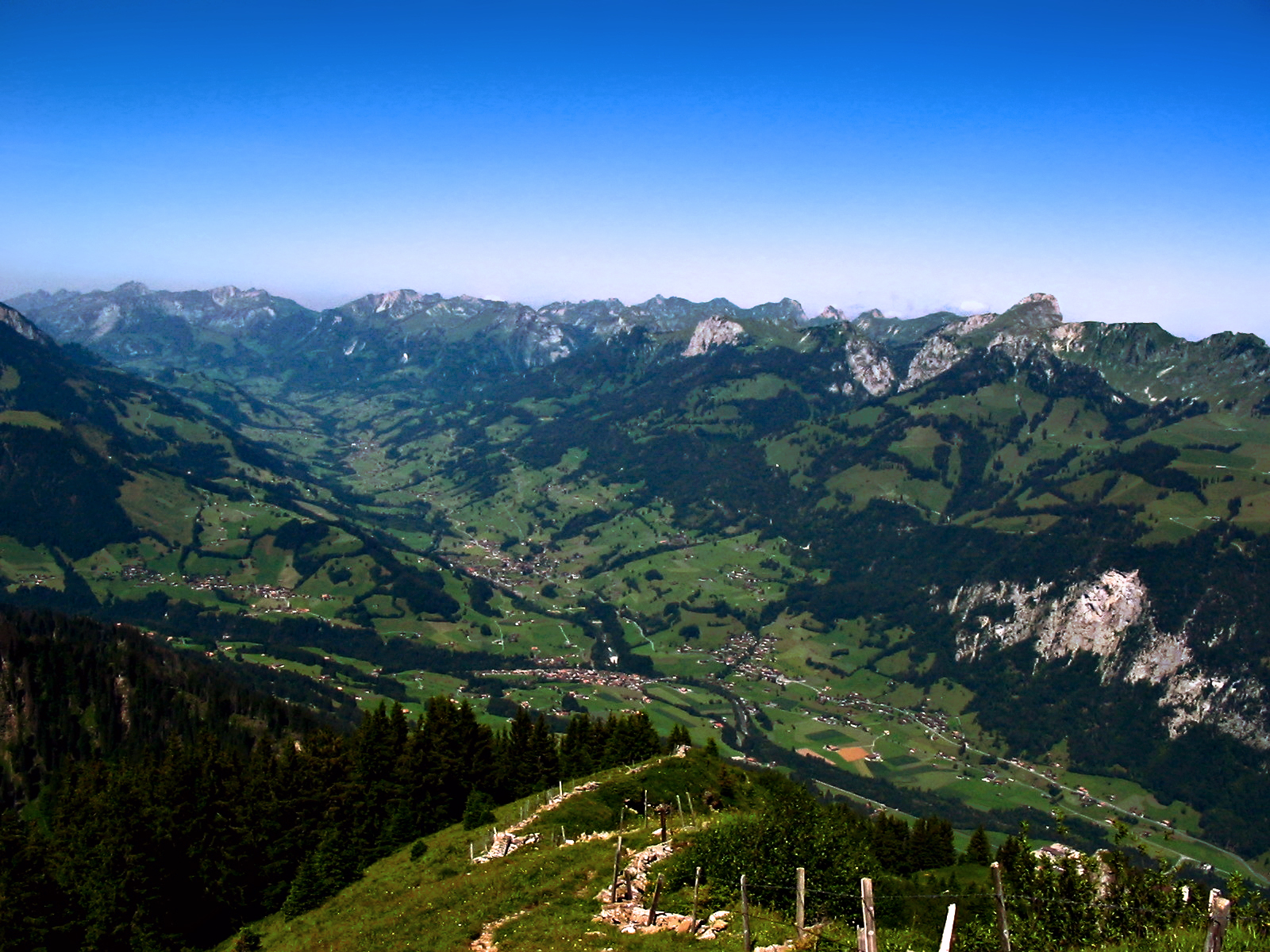
Parte baja del Simmental, vista desde el oeste.